# Eleição municipal de Araras em 2016
A eleição municipal de Araras em 2016 ocorreu dia 2 de outubro do mesmo ano, e elegeu os cargos de prefeito, vice-prefeito e de 11 vereadores do município de Araras que faz parte do Estado de São Paulo. O prefeito eleito foi Pedrinho Eliseu (PSDB) e seu vice Dr. Luiz Emilio, que concorreram contra Eng. Paulinho (PSD), Bonezinho (PTB), Breno Cortella (PDT) e Du Severino (PTN).

## Antecedentes
Nas eleições anteriores, em 2012, o candidato eleito foi o Dr. Brambilla e seu vice Carlos Alberto Jacovetti, do Partido dos Trabalhadores (PT), com o total de 37.527 votos; que equivale ao total de 55,96% votos válidos. O prefeito eleito, concorreu contra Gábi Eliseu (PSDB), Walter de Oliveira (PPS) e Engenheiro Paulinho (PTC). 
O candidato Eng. Paulinho, (candidato também em 2016) ficou colocado em terceiro lugar, com o total de 11,39% dos votos válidos, que equivalem a 7.636 votos.

## Campanha eleitoral
Nas eleições para prefeito, em 2012, os gastos referentes às campanhas eleitorais ultrapassaram o valor de R$ 1,2 milhão de reais. Portanto em 2015, o Tribunal Superior Eleitoral (TSE) decidiu reformar o teto de gastos direcionados aos partidos. A reforma contida na Lei nº 13.165, estabelece a despesa máxima de R$ 600 mil para cada candidato, este valor foi definido com base nos maiores gastos declarados nas eleições de 2012 entrando em vigor já para as eleições de 2016.

## Eleitorado
Durante as eleições de 2016 foram apurados 77.773 votos, sendo que 86,79% dos votos foram validos, 6,44% brancos e 6,77% nulos. Dos 95.980 eleitores, 81,16% votaram e 18,84% abstiveram-se.

## Candidatos
Durante as eleições houve cinco candidatos a prefeitura de Araras: Engenheiro Paulinho (PTC), Pedrinho Eliseu (PSDB), Bonezinho (PTB), Breno Cortella (PDT) e Du Severino (PTN). 
| Candidato(a)    | Vice                  | Partido | Coligação                                                     |
| --------------- | --------------------- | ------- | ------------------------------------------------------------- |
| Eng. Paulinho   | Marretto              | PSD     | "Por uma Araras melhor" (PSD/REDE/PR/PSB/PROS)                |
| Pedrinho Eliseu | Dr.Luiz Emilio        | PSDB    | "Rumo ao futuro melhor" (PSDB/DEM/PHS/PMDB/PV/PTC/SD/PT do B) |
| Bonezinho       | Dr. Donizeti          | PTB     | "A verdadeira renovação é você quem faz" (PP/PTB/PRP/PEN)     |
| Breno Cortella  | Nelsinho Barbosa      | PDT     | "Araras no Rumo Certo" (PRB/PDT/PSL/PT/PSC/PSDC/PMB/PC do B)  |
| Du Severino     | Dr. Paulo Campanhollo | PTN     | Candidato sem coligação                                       |

## Resultados

### Prefeito
No dia 2 de outubro, Eng. Paulinho foi eleito com 36,53% dos votos válidos.
| Candidato(a)           | Vice                        | 1º Turno 02 de outubro de 2016 | 1º Turno 02 de outubro de 2016 |
| Candidato(a)           | Vice                        | Votação                        | Votação                        |
|                        |                             | Total                          | Porcentagem                    |
| ---------------------- | --------------------------- | ------------------------------ | ------------------------------ |
| Pedrinho Eliseu (PSDB) | Dr. Luiz Emilio (PSDB)      | 28.788                         | 42,66%                         |
| Eng. Paulinho (PSD)    | Marretto (PSD)              | 14.137                         | 20,95%                         |
| Bonezinho (PTB)        | Dr. Donizeti (PP)           | 10.826                         | 16,04%                         |
| Breno Cortella (PDT)   | Nelsinho Barbosa (PSC)      | 10.691                         | 15,84%                         |
| Du Severino (PTN)      | Dr. Paulo Campanhollo (PTN) | 3.045                          | 4,51%                          |
| Total de votos válidos | Total de votos válidos      | 67.487                         | 86,79%                         |
| Votos em branco        | Votos em branco             | 5.014                          | 6,44%                          |
| Votos nulos            | Votos nulos                 | 5.273                          | 6,77%                          |
| Total                  | Total                       | 77.773                         | 100%                           |
| Abstenções             | Abstenções                  | 10.287                         | 13,21%                         |
| Votos apurados         | Votos apurados              | 77.773                         | 100%                           |
| Total de eleitores     | Total de eleitores          | 95.980                         | 100%                           |

### Vereador
Onze (11) vereadores foram eleitos durante as eleições de 2016 dos cento e noventa e cinco (189) candidatos a posição. Pedro Eliseu do DEM foi o candidato mais votado com 2,895 votos. 
| Pedro Eliseu            | DEM  | 2.895 | 4,28% |
| Prof.ª Regina Corrochel | PTB  | 2.614 | 3,87% |
| Marcelo de Oliveira     | PRB  | 2.273 | 3,36% |
| Professora Anete        | PSDB | 2.008 | 2,97% |
| Dra Deise Olimpio       | PSC  | 1.832 | 2,71% |
| Du Segurança            | PHS  | 1.608 | 2,38% |
| Jackson de Jesus        | PROS | 1.560 | 2,31% |
| Dr. Apolari             | PTB  | 1.451 | 2,15% |
| Baiano da Farmácia      | PSD  | 1.194 | 1,77% |
| Dr. Nucci               | PR   | 965   | 1,43% |
| Carlinhos Jacovetti     | REDE | 818   | 1,21% |

### Análise
De acordo com o portal de notícias G1 e de contabilização de votos do portal Eleições 2016, a eleição da cidade de Araras em 2016 teve o resultado indefinido, pois o candidato Pedrinho Eliseu foi eleito pela maioria dos votos válidos, porém foi indeferido e considerado inelegível, tendo seu mandato cassado por complicações na justiça com a Lei da Ficha Limpa. Eliseu entrou com recurso para tentar exercer o cargo, mas o Tribunal Regional Eleitoral de São Paulo (TRE-SP) rejeitou seu pedido de recurso e, com isso, os votos que ele recebeu nas eleições no dia 2 de outubro continuam sendo considerados nulos. De acordo com o TRE, caso o candidato reverta a situação no Tribunal Superior Eleitoral (TSE), o desfecho da eleição pode ter seu resultado alterado e, se não conseguir, os eleitores terão que voltar às urnas eleitorais para nova eleição. Normalmente, se o candidato indeferido tiver mais votos do que o primeiro colocado, deve haver uma nova eleição municipal.
Pedrinho Eliseu exerceu o cargo de prefeito até que seja julgado; o ministro Gilmar Mendes acredita que é melhor aguardar até o resultado final do julgamento pelo TSE, pois deseja poupar os gastos públicos que novas eleições poderiam acarretar.